# Cerdeira (Lousã)

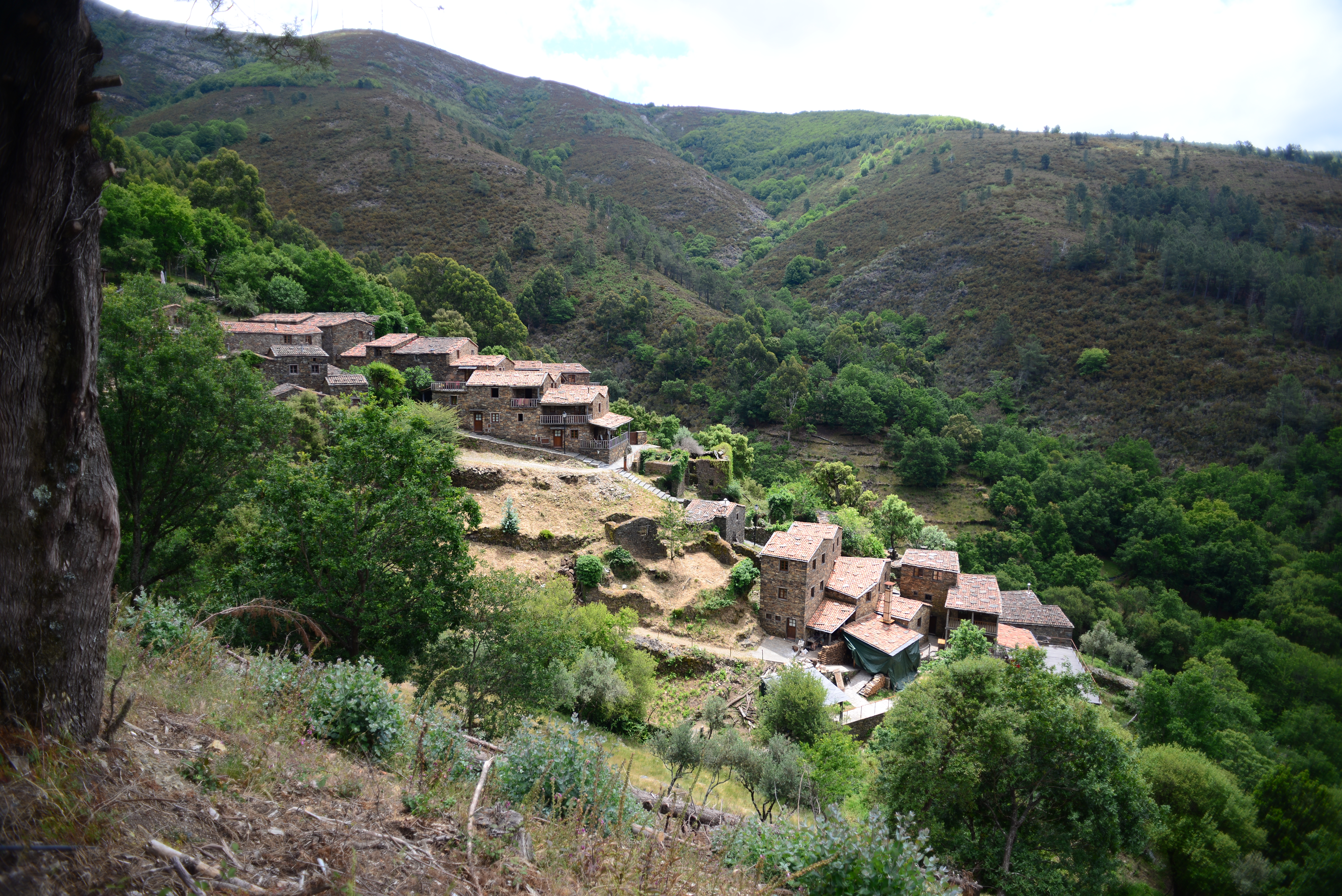
Cerdeira (Lousã) - Schieferdorf in der Serra da Lousã, Portugal

Cerdeira ist ein portugiesisches Dorf in der Gemeinde (Freguesia) von Lousã, im Kreis (Concelho) von Lousã.

## Geschichte
Die ersten Dokumente zum Ort stammen aus den Jahren 1679 und 1687.
Im Zuge der Napoleonischen Kriege auf der Iberischen Halbinsel zogen französische Truppen auf ihrem Rückzug 1811 durch die Serra da Lousã, das Dorf Cerdeira blieb aber unentdeckt.
1911 zählte das Dorf 75 Menschen. Nach ersten saisonalen Auswanderungen nach Lissabon und in den Alentejo folgten ab den 1940er Jahren Auswanderungen nach Brasilien, und in den 1950er Jahren nach Nordamerika. 1970 lebten nur noch 18 Menschen hier, 1977 wurde es vollkommen verlassen und verfiel.
Cerdeira gehört heute zum Netzwerk der Schieferdörfer der Aldeias do Xisto und steht unter Denkmalschutz und ist dank seiner neuen Bewohner (8 Familien) nicht nur restauriert, sondern zu neuem Leben erwacht.
Das Projekt Cerdeira – Home for Creativity macht diesen Platz zu einem Rückzugsort für Künstler, Naturliebhaber und Menschen die Stille suchen. Neben 9 Ferienhäusern gibt es Künstlerresidenzen, ein Café, eine kleine Bibliothek, ein Seminarhaus und Atelierräume. Von März bis Oktober werden Kurse angeboten, von Keramik, über Holzbildhauerei oder Zeichnen, die Natur und professionelle internationale Künstler sind die Lehrer.
Ein besonderes Stück ist der SASUKENEI – rauchloser Holzbrandofen für Keramik, gebaut vom japanischen Meister Masakazu Kusakabe.